# Giovanni Pandiani
Giovanni Pandiani (Milano, 6 gennaio 1809 – Milano, 26 gennaio 1879) è stato uno scultore italiano.
Padre della scultrice Adelaide Maraini che istruì alla scultura fin da giovanetta, fu attivo nel periodo risorgimentale nel cosiddetto genere grazioso in voga in quegli anni. Fu allievo dell'Accademia di Brera ed ebbe come maestro lo scultore Pompeo Marchesi (1783-1856). Secondo il Malvezzi, Pandiani «non trattò soggetti seri, ma si applicò alla parte graziosa, cioè a rappresentare giovanette in atteggiamenti gentili ed anche voluttuosi, trattate con morbidezza e grazia.»

## Opere
Del Pandiani si ricordano le opere:
- Il ritorno dalla Russia
- Egle (1846)
- L'estasi del sogno d'Amore
- La modellina novizia
- La figlia del militare
- Una statua di Lord Palmerston
- UN bassorilievo nella chiesa di San Carlo al Corso a Milano.

Per il Duomo di Milano scolpì:
- Statua di santa Zita vergine per il tamburo del gugliotto (1858)
- Statua di santa Saba (1861)
- Statua di san Policarpo martire, vescovo di Smirne (1864)
- Statua di sant'Agata vergine e martire (1867). La statua fu commissionata al Pandiani dall'amministrazione del Duomo di Milano che provvedette a fornire il marmo, della migliore qualità e caratterizzato da una tinta rosea molto simile al colore della carne, per cui la statua risultò particolarmente realistica. Lo scultore rappresentò la santa nuda dalla cintola in su e, grazie all'abilità dell'artista e al colore del marmo, l'opera pareva quasi viva. Qaando fu esposta nel palazzo vescovile gli spettatori vennero in numero sempre crescente tanto che i monsignori del Duomo, temendo che al senso religioso si mischiassero altri sentimenti più profani, spostarono la statua in sacrestia per poi collocarla nel luogo ove era destinata, ovvero in uno dei finestroni absidali della cattedrale.[2]

Fu inoltre autore di alcuni lavori nel cimitero monumentale di Bonaria di Cagliari.
Il Pandiani morì settantenne a Milano e fu sepolto presso il Cimitero Monumentale.